# Vaccinium densifolium
Vaccinium densifolium är en ljungväxtart som beskrevs av J. J.Smith. Vaccinium densifolium ingår i Blåbärssläktet, och familjen ljungväxter. Inga underarter finns listade i Catalogue of Life.